# Планалтина-ду-Парана
Планалтина-ду-Парана (порт. Planaltina do Paraná) — муниципалитет в Бразилии, входит в штат Парана. Составная часть мезорегиона Северо-запад штата Парана. Находится в составе крупной городской агломерации. Входит в экономико-статистический микрорегион Паранаваи. Население составляет 4137 человек на 2006 год. Занимает площадь 356,191 км². Плотность населения — 11,6 чел./км².
Праздник города — 12 ноября.

## История
Город основан 25 сентября 1960 года.

## Статистика
- Валовой внутренний продукт на 2003 год составляет 28 363 697,00 реалов (данные: Бразильский институт географии и статистики).
- Валовой внутренний продукт на душу населения на 2003 год составляет 6968,97 реалов (данные: Бразильский институт географии и статистики).
- Индекс развития человеческого потенциала на 2000 год составляет 0,737 (данные: Программа развития ООН).

## География
Климат местности: горный тропический.